# Испанская литература
Испанская литература возникла со становлением испанского языка в XII в. Во времена римлян и вестготов в Испании писали на латыни.
История испанской литературы разделяется на четыре крупных периода:
- период зарождения, когда талантливые писатели пробуют свои силы на языке, ещё не вполне сложившемся;
- период расцвета — эпоха Сервантеса, Лопе де Вега, Кальдерона, Аларкона;
- период упадка и подражания, длившийся почти полтора века, едва отмеченный несколькими талантливыми сочинениями, и, наконец начавшийся с XIX в.;
- период возрождения, обещающий обновление и вторичный расцвет испанской литературы.

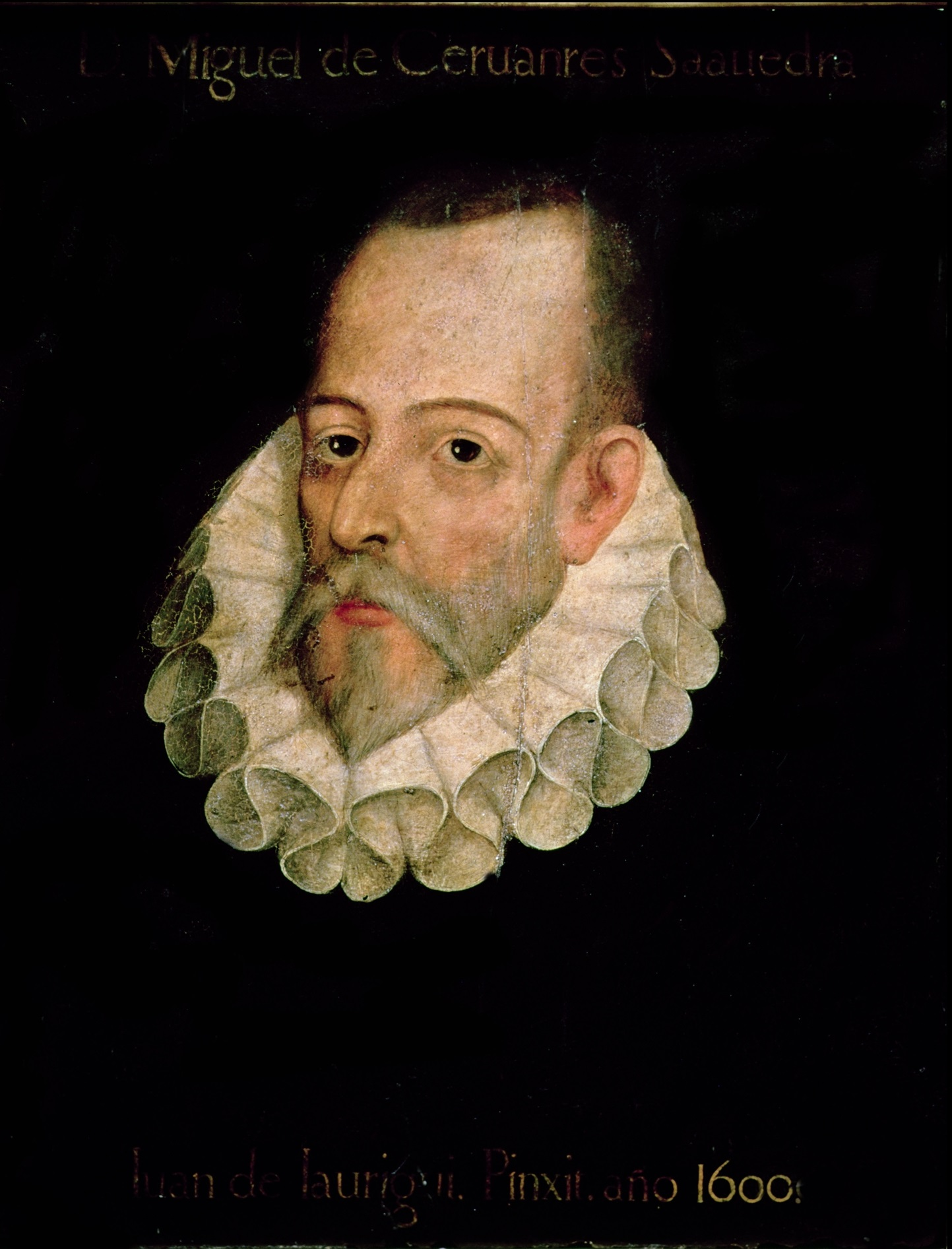
Портрет Мигеля де Сервантеса кисти Хуана Хауреги (с. 1600).

## Зарождение испанской литературы

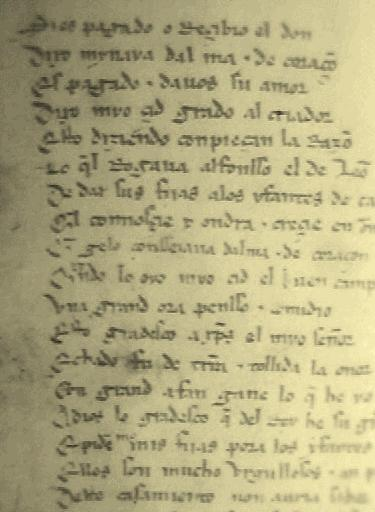
Страница из «Песни о моём Сиде»

Первый период в испанской литературе длился с XII до конца XV в. В северо-западной части Испании, где сохранилось независимое испанское население, зародился кастильский язык. Кастильский язык находился под давлением латыни и долгое время оставался исключительно разговорным языком. В официальных документах преобладала латынь.

### Песня о моём Сиде
Самое древнее произведение испанской литературы — «Песнь о моём Сиде» («El cantar de mío Cid»), в которой воспевается великий национальный герой Родриго Диас де Вивар, известный в истории под арабским прозвищем Сид. Эта поэма неизвестного автора была написана не позднее 1200 года и не дошла до нас в целости. «Песнь о Сиде» отражала общие для всей ранней испанской литературы возвышенность чувств, пламенный патриотизм, набожность, принципы рыцарской чести, преданности и верности королю. Язык «Песни» несколько грубоват и простоват; она проникнута героизмом, народным духом и представляет собой живую картину времён испанского рыцарства.

### Романсы
Источником «Песни» послужили народные романсы — древнейшая форма кастильской поэзии. Само название «романс» отражает их древнее происхождение: это были первые попытки народного, или «романского», языка. Первые образцы этой древнейшей формы испанской поэзии теряются в глубине веков. Они жили в устах народа, постоянно изменяясь, и только в XVI веке были собраны в сборники Романсеро («Romancero»). Старинные испанские романсы воспевают, главным образом, подвиги героев великой борьбы с маврами за независимость и веру. Они образуют настоящую испанскую эпопею, заключавшую в себе историю, религию, поэзию — всю цивилизацию того времени. По содержанию романсы делятся на исторические, рыцарские, любовные, сатирические и т.д.
Исторические романсы составляют большую часть героического поэтического наследия. К ним относятся, например, романсы, повествующие о Бернардо дель Карпио, о семи инфантах Лары, а также более двухсот романсов о Сиде. По форме романсы представляют собой обычный восьмисложный стих, иногда строфы в четыре строки, называемые редондильями («redondillas»). Уникальной национальной особенностью старинных испанских романсов является «ассонанс» — род неполной рифмы, нечто среднее между белым и рифмованным стихом (в ассонансе совпадают, созвучны только гласные звуки).
Наряду с героической поэзией в XIII веке развивалась религиозная и воспитательная поэзия. Её первым представителем является Гонсало де Берсео, творивший в 1220—1240 годах. Он называл свои поэмы «prosa decir, dictato», указывая этим, что их надо не петь (cantar), а читать.
К XIII веку относятся рыцарские поэмы Хуана Лоренсо Сегуры де Асторга «Poema de Alejandro Magno» и «Los votos de Pavón». Более значимым произведением является книга Хуана Мануэля «Граф Луканор».

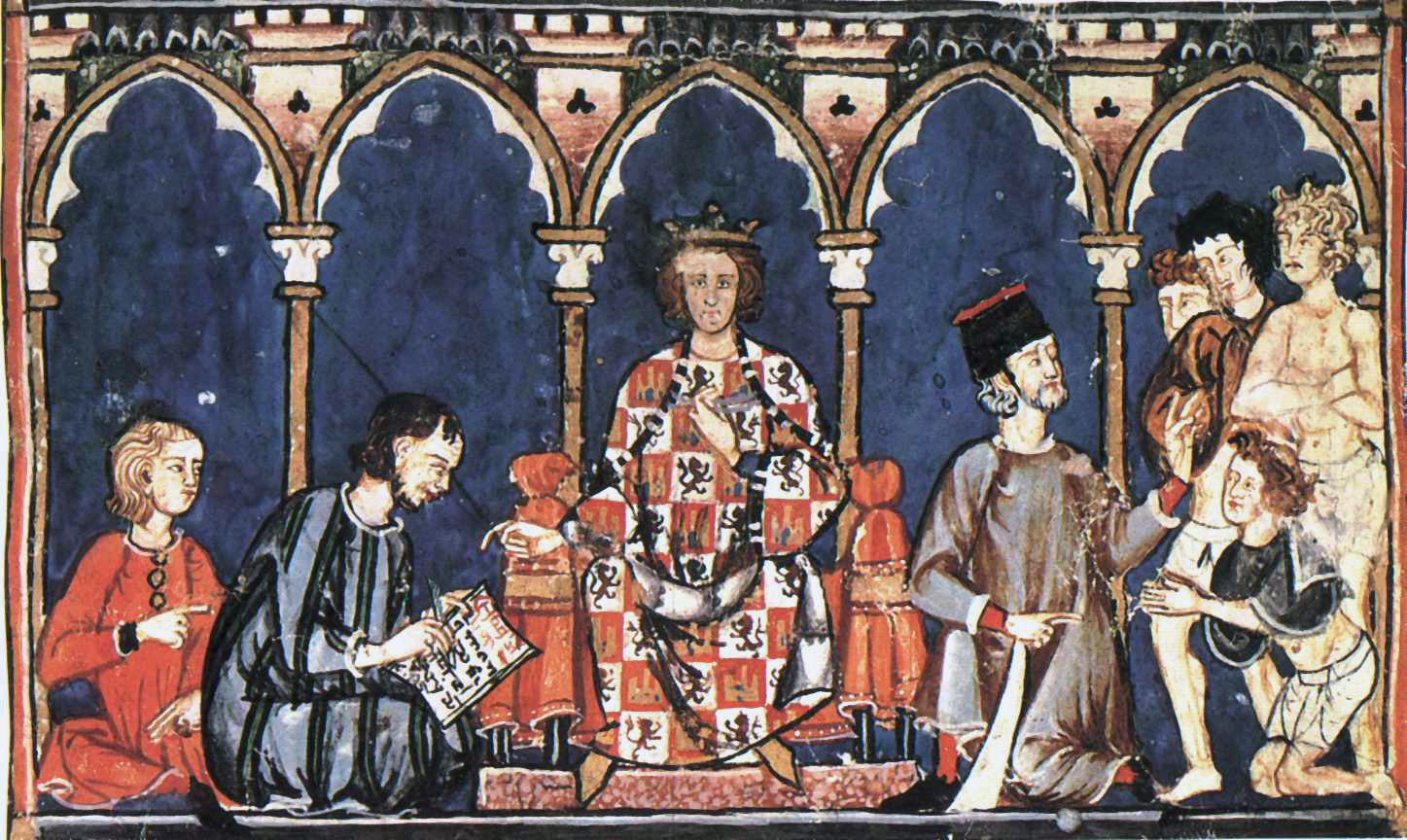
Альфонсо Мудрый и его двор.

### Исторические хроники
Основателем испанской историографии стал король-поэт Альфонсо Мудрый, написавший историческую хронику «Crónica general ò historia de España». Она охватывает историю Испании вплоть до смерти отца Альфонсо Мудрого — Фердинанда III в 1252 году. Альфонсо Мудрый увлекался геометрией, юриспруденцией, астрономией и философией. Его перу принадлежат кантиги (песни — cantigas) на галисийско-португальском языке и «Сокровище» (Tesoro).

### Воспитательные произведения
Богатством и разнообразием выделяется цикл испанских хроник, охватывающий собой 250 лет — от Альфонса Мудрого до восшествия на престол Карла V. XIV в. ознаменовался для Испании не только неурядицами и междоусобными войнами, но и творчеством выдающихся писателей-поэтов и прозаиков. Выдающимся прозаиком XIV в. был Хуан Мануэль, автор книги «Граф Луканор» (1335). Самым оригинальным и значительным поэтом XIV в. был Хуан Руис, известный под прозвищем пресвитера Гитского. Его сатирические творения отличаются живостью и простотой изложения и имеют большое значение для испанской литературы. Дидактической направленностью отличается поэзия еврея рабби Санто, в своих стихах «Proverbios morales» он даёт советы и излагает правила жизни королю Педро Жестокому. Ему же он посвятил поэму «Danza general de la muerte».
Известный памятник ранней кастильской литературы этого периода — поэма «Стихи о придворной жизни» («Rimado de Palacio») Педро Лопеса де Айала (Pedro López de Ayala), канцлера Кастилии, поэта и известного летописца. Поэма написана в дидактической тональности с нотками сатиры. Язык стал богаче, нежнее, гармоничнее. Наряду с уже известными редондильями появляются и другие стихотворные размеры.

### Придворная литература
Первая половина XV в., охватывающая царствование Хуана II Кастильского, характеризуется появлением придворной литературы, более утончённой и просвещённой, но несколько искусственной и претенциозной, потерявшей свою оригинальность, разнообразие и наивность. На испанскую литературу в это время оказали влияние прибывшие в Испанию альбигойцы. В приграничных областях ощущается влияние Прованса, в особенности в Каталонии и Арагоне. Но больше всего на испанскую поэзию и прозу повлияла итальянская литература. Появляются подражатели Боккаччо и Данте, возрождается интерес к классической античной литературе. В это же время зародился и испанский рыцарский роман. Наиболее известными придворными поэтами были Энрикe де Вильена (1384—1434), Иньиго Лопес де Мендоса, маркиз де Сантильяна (1398—1458), и Хуан де Мена (1411—1456). Кроме небольших стихотворений, они писали дидактически-аллегорические поэмы, подражающие античным классическим и итальянским образцам. Энрикe де Вильена, автор «Трудов Геркулеса» («Trabajos de Hércules»), восхищался Петраркой и провансальскими трубадурами, он переводил Вергилия, Данте и Лукиана. Увлекаясь алхимией, философией, математикой и астрономией, он прослыл чернокнижником. После смерти его книги и рукописи были сожжены.
Иньиго Лопес де Мендоса, маркиз де Сантильяна, стал известным благодаря своему драматическому произведению «Comedieta de Ponza», стихотворению «Una Serranilla» и эклогам. Он был поэтом, выдающимся критиком и литературным меценатом. Его называли отцом испанского гуманизма. Сам он не владел латынью, но призывал людей изучать её. Он считается основателем итальянского придворного стиля в испанской поэзии. Хуан де Мена, автор «Coronación» и «Laberinto de Fortuna» («Лабиринт Фортуны») или «Las trescientas», подражал Данте в этих поэмах и в маленьких поэмах в честь Сантильяна. На общем фоне педантизма и выспренности у него встречаются несколько стихотворений, отличающихся особой поэтичностью и живостью.
Непосредственностью и искренностью отличалось творчество Хорхе Манрике (1440?-1479), автора «Строф» («Coplas por la muerte de su padre»), написанных на смерть отца. Также заслуживают упоминания поэт Педро де Урреа, монах Хуан Падилья, автор поэмы «Двенадцать побед двенадцати апостолов» («Los doce triunfos de los doce apóstoles»), и Диего де Сан-Педро, написавший два популярных для своего времени романа, наполовину в стихах, наполовину в прозе: эпистолярный роман «Темница любви» («Cárcel de amor») и «Questión de amor».
Значительных успехов в XV в. добилась испанская проза, хотя на неё в то время обращали меньше внимания, чем на поэзию. Государственные деятели и полководцы писали замечательные по точности, размаху и жизненности хроники, биографии и исторические произведения. Фернан Гомес де Сибдареал (1388—1457), лейб-медик короля Хуана II, известен как автор сборника писем «Centón Epistolario», написанных в 1425-54 гг., представляющих исторический интерес, хотя их подлинность оспаривается. Фернан Перес де Гусман (1400—1470), воин и писатель, во время борьбы с маврами писал хронику царствования Хуана II и занимался поэзией. Его важнейшее сочинение — 54 биографических очерка о наиболее выдающихся современниках: «Las generaciones y semblanzas». Фернандо дель Пульгар — автор любопытных писем к королеве Изабелле и «Claros Varones de Castilla», за которые его сравнивали с Плутархом. Альфонсo де ла Торре написал дидактическое произведение «Visión deleitable», Диего Родригес де Альмела — «Valerio de las historias escolásticas de España», Альфонсо Мартинес де Толедо, архиепископ Талаверы-де-ла-Рейна, — любопытную книгу «El Corbacho», представляющую собой сатиру на женщин легкого поведения.

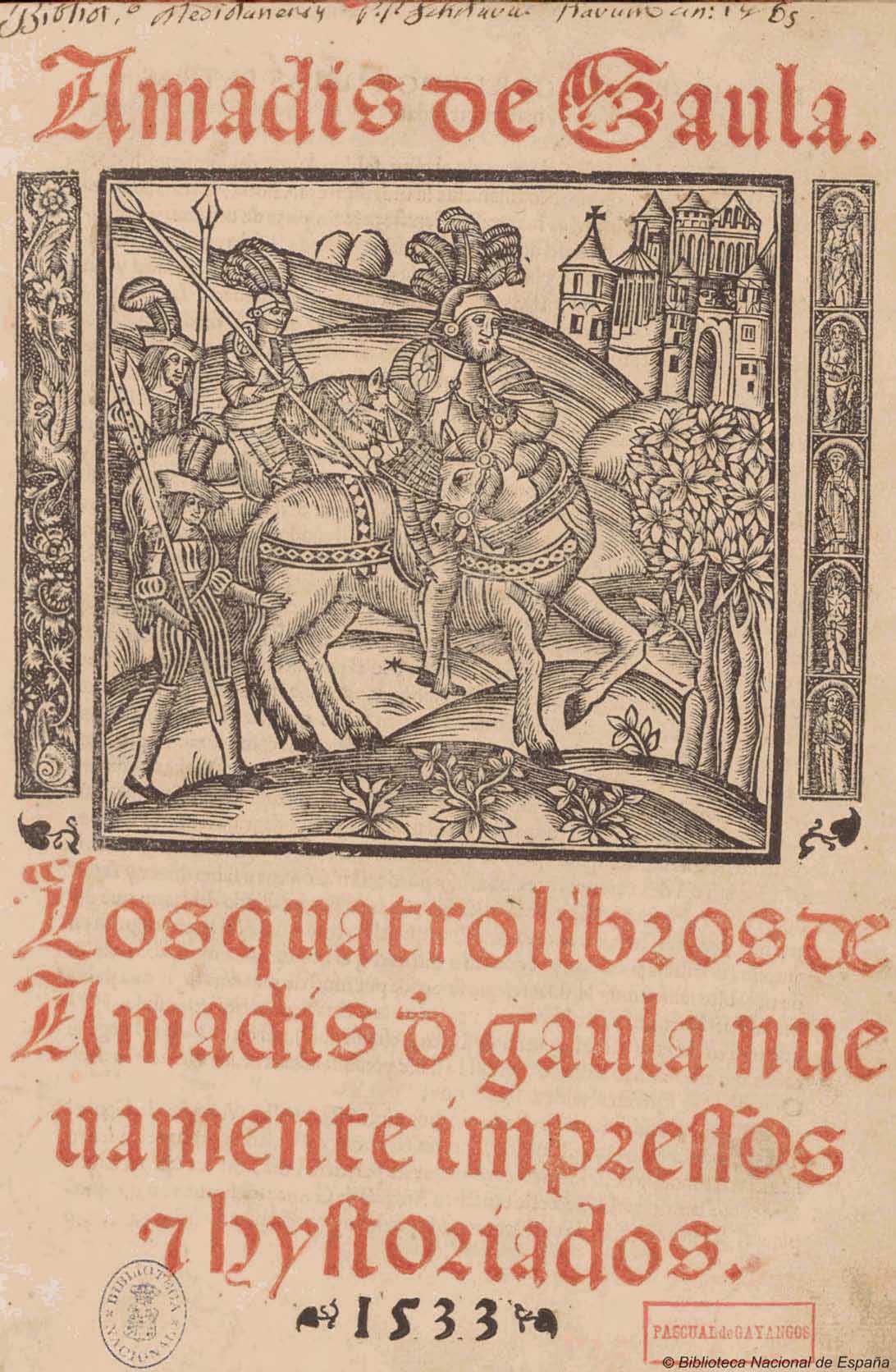
Титульный лист испанского издания «Амадиса», 1533 год

### Рыцарские романы
В том же XV веке в Испании появились рыцарские романы (de caballería). Их родоначальником был «Амадис Гальский» Гарси Родригеса де Монтальво, лучший из такого рода испанских романов. Несмотря на сравнительно скромные литературные достоинства «Амадиса», его успех был грандиозен, роман вызвал всеобщий восторг и несомненно оказал огромное влияние на поэзию и роман новой Европы и стал значимым явлением в истории литературы. Вслед за «Амадисом» получили широкое распространение всевозможные фантастические и «нелепые» романы.
Благодаря критике и насмешкам Сервантеса отошёл задний план этот любимый в Испании род чтения, хотя «Амадис», «Пальмерон» и другие аналогичные романы все ещё продолжали до конца XVII в. привлекать большое количество читателей.

### Драматургия
В XV в. были заложены основы испанского светского театра в Кастилии (1492). Как и в других странах светский театр зародился в Испании из мистерий и церковных религиозных представлений, относящихся к XI веку. В XIII веке в церквах устраивались представления на сюжеты из Священного Писания или из жизни святых. Первое литературное произведение драматического плана, включавшее диалоги и действия — сатирическая пьеса в форме эклоги, озаглавленная «Coplas de Mingo Revulgo», изображавшая народ и дворянство в виде двух собеседников. Эта пьеса была написана приблизительно в 1472 году. Её авторство приписывается Родриго Коте, как и авторство пьесы «Diálogo entre el amor у un viejo». Родриго Кота предложил основную идею и написал первый акт состоящей из 21 акта трагикомедии в прозе или романа в диалогах — «La Celestina». Остальные 20 актов написаны Фернандо де Рохасом в произведении «Селестина».
Настоящим основателем испанской драмы был Хуан дель Энсина (1469—1534). Его эклоги и религиозные пьесы, которые он называл «Representaciones», не отличались содержанием, но пользовались большим успехом. После Энсины испанское драматическое искусство развивал португалец Хиль Висенте, написавший большую часть своих пьес на кастильском языке. Бартоломе де Торрес Наарро внёс большой вклад в развитие драматической фабулы. Сборник его пьес «Propaladia» долгое время был запрещён инквизицией.

## Расцвет испанской литературы
Золотой век испанской культуры охватывает XVI в. и половину XVII в. По словам Эразма Роттердамского, «наука и учёность в Испании достигли изумительного процветания, служа образцом для всех учёных Европы». Испанский литературный язык к этому времени достиг высокого уровня. При Карле V он стал языком международного общения. Он получил широкое распространение в Германии, Англии, Италии и Франции в середине XVI в.

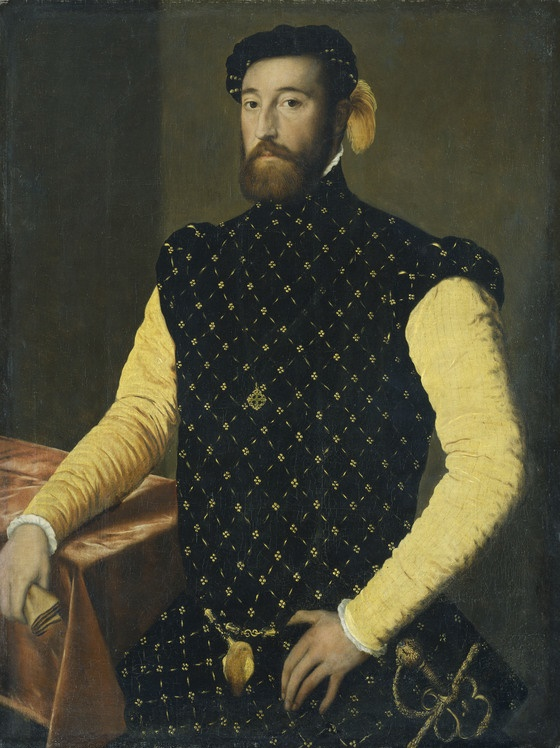
Гарсиласо де ла Вега

### Итальянское влияние
Начало XVI века отмечено новым витком итальянского влияния на испанскую поэзию, перенявшую итальянский 11- и 7-стопный стихотворный размер и форму итальянского сонета — терцину. Итальянское направление в испанской поэзии возглавили Хуан Боскан (1500—1544) и блестящий Гарсиласо де ла Вега (1503—1536). Их творчество столкнулось с сопротивлением испанских поэтов, верных традиционным народным формам. Так сформировались два основных течения в испанской поэзии, сохранившиеся до нашего времени. Наиболее энергичным противником итальянского поэтического стиля был Кристобаль де Кастильехо, который в своём сатирическом произведении «Петраркисты» («Petrarquistas») окрестил таким образом представителей итальянского стиля в испанской поэзии, называемого петраркизмом. Старинных национальных поэтических традиций вместе с Кастильехо придерживались Антонио де Вильегас, Грегорио Сильвестре, Луис Бараона де Сото, Хуан Руфо, Дамиан де Вегас, Педро де Падилья и в особенности Алонсо Лопес Мальдонадо. Однако и другая сторона обладала серьёзными талантами, как, например, Диего Уртадо де Мендоса (1503—1575), Франсиско де Фигероа (1540—1620), Франсиско де ла Торре (1534) и Висенте Эспинель (1550-1624).

### Фернандо де Эррера и Луис де Леон
К итальянской школе примыкали два знаменитых испанских поэта-лирика, сочетавшие лучшие черты итальянского поэтического стиля с испанскими национальными чертами — Фернандо де Эррера (1534-97) и Луис де Леон (1528-1591). Первый прославился прекрасными и звучными сонетами и одами. Современники называли его «божественным». Особое место в его творчестве занимают «Песни» («Canciones»). Монаху Луису де Леону (род. 1528) удалось соединить правильную античную классическую форму с глубокими религиозными чувствами. Лучшими его стихотворениями считаются: «Profecía del Tajo», «Noche Serena», «Immortalidad», «Vida retirada», «A la Ascensión», а также пьеса «La perfecta casada» («Совершенная жена»).

### Испанский религиозный эпос
Страстью и вдохновением отличаются и произведения других религиозных поэтов-лириков XVI в.: Хуана де ла Крус (Иоанна Креста) (1542-91) и св. Терезы Авильской. Многие испанские поэты пробовали свои силы в эпосе, большей частью неудачно. Настоящий эпос Испании — это её народные романсы. Более удачно выглядит испанская шуточно-эпическая поэзия, например, пользовавшиеся известностью мастерские произведения Франсиско Кеведо, а также «La mosquea» Хосе де Вильявисиосы (1589—1658) и «Gatomaquia» Лопе де Вега. Из массы достаточно посредственных эпопей, написанных по образцу античных классических и итальянских произведений, выделяется только «Араукана» («Araucana») Эрсильи-и-Суньига (1533-96). Эта поэма — нечто вроде дневника похода, в котором участвовал автор, — основана на реальных событиях. Поэта вдохновляли далёкие неведомые страны Нового Света и героическая борьба. В картинах сражений и в рассказах о нравах индейцев Эрсилья выходит на высокий художественный уровень. Сочувствие и симпатию читателей вызывают индейцы, а не испанские завоеватели. К лучшим произведениям религиозного направления относятся поэмы «El Monserrate» Кристобаля Вируэса, «Conquista de la Bética» Хуана де ла Куэва, «El Bernardo» Бернардо де Бальбуэна и «La Cristiada» падре Диего де Охеда.

### Воспитательная литература
В жанре воспитательной поэзии, модной в XVI в., выделяется Луис де Эскобар, написавший лёгкое, живое и остроумное стихотворное произведение «Las quatrocientas respuestas» (1545), имевшее в своё время огромный успех. Талантливых поэтов-последователей у этого направления не нашлось. Крупным представителем воспитательной прозы был Франсиско Вильялобос, автор «El libro de los Problemas» и «Tres Grandes». Фернан Перес де Олива (1492—1530), профессор этики и позднее ректор Саламанкского университета, своей прозой обеспечил себе литературную известность. Не забыты до сих пор Фадрике Фурио Сериол, автор «El Concejo y Consejeros del Príncipe», историк Педро Мехиа, написавший «Silva de varia lección», Хуан де Авила, которого называют «апостолом Андалузии», и многие другие. Большим почётом пользовался при жизни своей Антонио де Гевара, автор «Reloj de Príncipes», «Marco Aurelio», «Década de los Césares» и «Epístolas familiares».

### Историография
В начале XVI в. на месте древних испанских хроник появляются новые, более совершенные историографические формы. В царствование Карла V большое значение имели исторические повествования и рассказы о Новом Свете. Так, например, в это время появились «Relaciones» (1519-26 гг.), представлявшие собой четыре отчёта о деятельности в Мексике Фернандо Кортеса, а также труды Франсиско Лопеса де Гомара: «Historia general de las Indias», «Crónica de la Nueva España», «Historia y vida de Hernando Cortés». Наиболее любопытные и обстоятельные описания своих приключений оставил Гонсало Фернандес де Овьедо-и-Вальдес (1478—1557). Самое значительное из его произведений — «Historia general y natural de las Indias» и «Batallas y quinquagenas». Обладая значительными литературными достоинствами, творения Овьедо имеют большое значение как источник большого количества интересных исторических фактов. Овьедо вместе с учёным Сепульведой, известным испанским казуистом, выступали в своих трудах против защитника американских индейцев священника Бартоломе де лас Касас. Его сочинения («Brevísima relación de la destrucción de las Indias» и «Historia de las Indias») полны высоких чувств и гуманизма. В это время в испанской литературе пышно расцветают жанры романа и новеллы. Наряду с рыцарскими романами, появляются и более серьёзные «Selva de aventuras» Херонимо де Контрераса и «Guerras Civiles» Переса де Ита.

### Пасторальный роман
В это же время был популярен и пасторальный, или пастушеский роман, — литературный жанр, имевший также успех в Италии, Португалии, Франции и Англии. Пастушеский роман появился в Испании благодаря португальцу Хорхе де Монтемайору. Его «Диана», первое произведение этого рода, появилось в Валенсии в 1559 году. Продолжение этого романа написали врач Алонсо Перес, написавший роман «Segunda parte de la Diana», и Гаспар Хиль Поло, написавший роман «Влюблённая Диана». Затем в 1582 году появилась «El pastor de Fílida», — роман Луиса Гальвеса де Монтальво, самый известный пасторальный роман о философствующих и любезничающих пастухах и пастушках. К этому жанру принадлежат «Галатея» Сервантеса (1584), «Аркадия» Лопе де Вега (1598), «La constante Amarilis» Кристобаля Суареса де Фигероа (1609). Продолжительный успех, которым, несмотря на все нелепости и несообразности, пользовался пасторальный роман, объясняется, большей частью тем, что он своими идиллическими картинами предлагал читателю передышку от кровавых войн и сложностей городской жизни.

### Плутовской роман
В середине XVI в. в испанской литературе появился новый оригинальный вид прозаического повествования плутовской роман «Gusto picaresco», названный так благодаря её главным героям. Отличительными чертами плутовского романа являются достоверность в изображении нравов и человеческих характеров. Родоначальником нового популярного жанра стал Диего Уртадо де Мендоса, автор замечательной повести «Lazarillo de Tormes» («Ласарильо с Тормеса») (1554). Слово «Lazarillo» стало нарицательным в Испании. Другим, столь же известным плутовским романом стал «Guzmán de Alfarache» («Гусман де Альфараче») (1599), принадлежавший перу Матео Алемана.

### Драматургия
Высокого уровня достигает в XVI в. драматическая поэзия. После пьес Энсины в испанской литературе наметилось два основных направления. Одни драматурги творят в традициях классической античности, подражая Плавту и Теренцию. Другие обращались к народным традициям и создавали самобытную испанскую комедию. К первой группе относятся Хуан де Вильялобос, Педро де Абриль и Хуан де Тимонеда.
Настоящим родоначальником испанского народного театра был золотых дел мастер Лопе де Руэда. Он бросил своё ремесло и стал драматургом, актёром и руководителем странствующей театральной труппы. Его сценическая деятельность продолжается с 1544 по 1567 год. Отличительными чертами его пьес являются чувство комичного, веселье и воспроизведение обычной бытовой обстановки. Лучшими его произведениями считаются «Pasos» — прозаические диалоги на потеху народу, приобщавшемуся тем самым к театру. У Руэды было много последователей, среди них актёры Алонсо де ла Вега, Антонио Сиснерос, продавец книг из Валенсии Хуан де Тимонеда и поэт-лирик Хоакин Ромеро де Сепеда, автор двух пьес: «Comedia Selvage» и «Comedia Metamorfosia», представивших первый простоватый психологический опыт. Франсиско де Авенданьо первым стал делить действие в своих пьесах на три части («jornadas»), или акта. Луис де Миранда — автор знаменитой комедии «Comedia pródiga», считающаяся одним из лучших произведений своего времени.
Начиная со второй половины XVI в. в испанской драматургии выделяются три школы: мадридская, валенсийская и севильская. В каждом из этих городов существовал свой театр. Наибольший успех имели произведения о людях и событиях повседневной жизни, — различные «pasos», «entremes», «saguetes». Трагедии и классические комедии не пользовались успехом. Севильский драматург Хуан де ла Куэва стал первым выводить в своих произведениях в качестве действующих лиц членов королевской фамилии. Вместо пятиактных пьес он ввёл 4 акта. Он писал исторические пьесы самого различного размера. Приблизительно в это же время в Валенсии своими пьесами в развитие театра внёс вклад Кристобаль де Вируэс. Лучшей из его пьес считается «Elisa Dido», написанная в лучших древнегреческих традициях. Однако попытки Вируэса придать новый импульс испанской драме не увенчались успехом. Античных традиций в драматургии придерживался профессор богословия Саламанкского университета Херонимо Бермудес (1530-85). Его перу принадлежат две драмы: «Nise Lastimosa» и «Nise Laureada». Достойны упоминания три блистательных и незаслуженно забытых пьесы талантливого лирика Луперсио Леонардо Архенсолы (1562—1613) «Isabella», «Philis» и «Alexandra». Наконец, для сцены работал и Сервантес. Он написал от 20 до 30 пьес, положительно воспринятых публикой. Из этих пьес до нас дошли всего две: «El trato de Argel» («Алжирские нравы») и «Нумансия». Они отличаются оригинальностью идей, трогательностью и лиричностью эпизодов, но слабостью общей драматической композиции и обилием в сюжете ужасов.

### Лопе де Вега

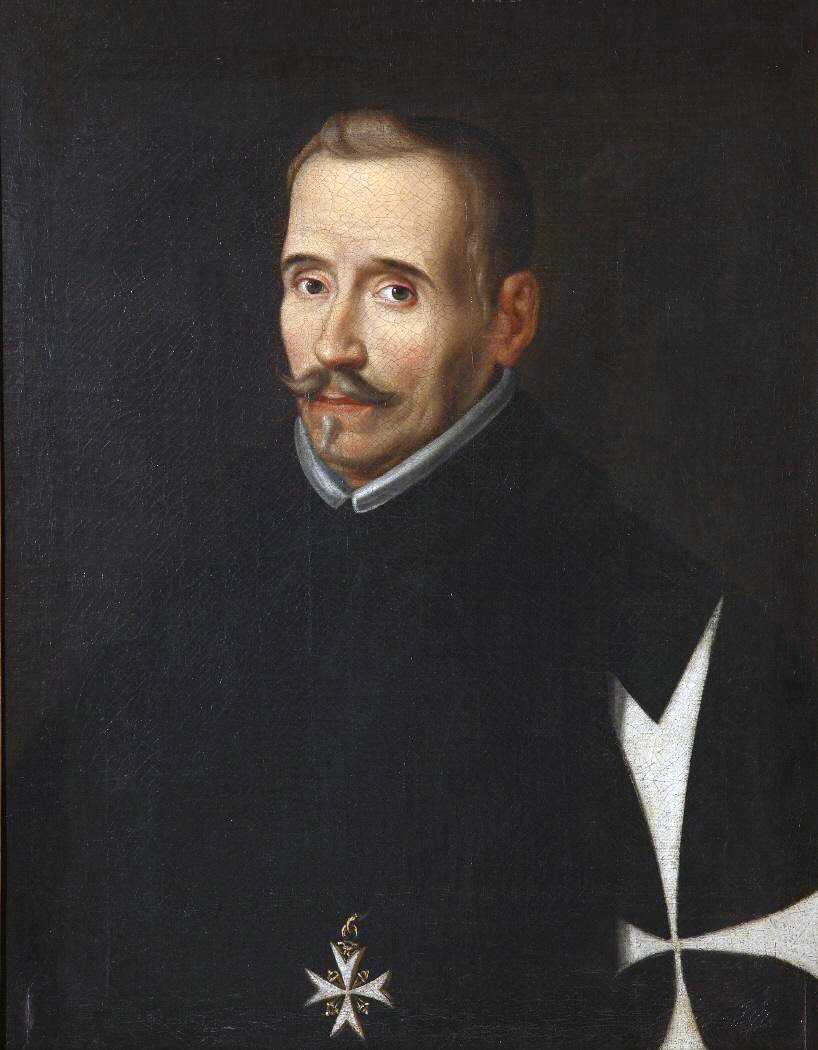
Лопе де Вега

Особого успеха пьесы Сервантеса не получили, ведь как раз в это время появился драматург, на долгое время покоривший своими произведениями все театры Испании, — великий Лопе де Вега (1562—1635). Хотя до него в Испании было написано достаточно много драматических произведений, национальной испанской драмы ещё не существовало. Именно Лопе де Вега выстроил здание настоящего национального испанского театра. Он был ярким выразителем чувств своего народа. Он властвовал на сцене все сорок лет своей литературной деятельности и пользовался невероятной популярностью. Современники поэта, изумленные его гениальностью и неслыханной плодовитостью (Лопе де Вега написал более 2000 пьес, 20 томов лирических стихотворений, поэм и др.), прозвали его «фениксом поэтов» и «чудом природы». Творчество де Веги оказало огромное влияние на следующее поколение не только испанских, но и французских и итальянских драматургов.
Расцвет испанской драмы обеспечили в основном ученики великого испанского драматурга. Избежали влияния Лопе де Веги лишь валенсийские поэты Франсиско Таррега, Гаспар де Агилар и Гильен де Кастро. Наиболее известен Гильен де Кастро, автор драмы «Юность Сида». Популярный испанский драматург Луис Велес де Гевара (1570—1644) написал для театра около 400 пьес. Самые известные из них: «Más pesa el Rey que la Sangre», «La luna de la Sierra», «El Ollero de Ocaña».
Лопе де Веге подражал его биограф и поклонник Хуан Перес де Монтальбан (1602-38), прозванный «primogénito y heredero del ingenio de Lope» («первенцем и наследником гения Лопе»). Особой популярностью до сих пор пользуется его драма «Los amantes de Teruel», основанная на легенде «Любовников из Теруэля». Большим успехом на сцене пользовался и другой плодовитый и изобретательный подражатель Лопе — падре Габриэль Тельес, более известный под псевдонимом Тирсо де Молина. Он первый вывел на сцену дона Хуана Тенорио. Самая любимая в Испании пьеса Тирсо де Молина — его комедия «Дон Хиль Зелёные штаны». Антонио Мира де Амескуа (1602—1635) был плохим поэтом, но хорошим драматургом. Лучшими его пьесами считаются: «El esclavo del demonio» и «La mesonera del cielo». Антонио Уртадо де Мендоса (1586—1644) известен своими пьесами «Galán sin dama», «Amor con amor se paga» и «Cada loco con su tema».

### Аларкон
Самый серьёзный и наблюдательный из испанских драматургов Хуан Руис де Аларкон, автор «Сомнительной правды», вдохновивший Корнеля на создание «Лжеца», также принадлежал к школе де Веги. И в других пьесах Аларкона «И стены имеют уши», «Испытание мужей» прослеживаются наблюдательность, остроумие и живость автора. Однако у Лопе де Веги были и противники. Среди них — Алонсо Лопес, более известный под прозвищем «El Pinciano» («Эль Пинсиано»), братья Луперсио и Бартоломе Леонардо де Архенсола, Антонио де Вильегас и др. Но они не пользовались поддержкой общества, которое с большим энтузиазмом восприняло новое направление в драматургии.

### Кальдерон

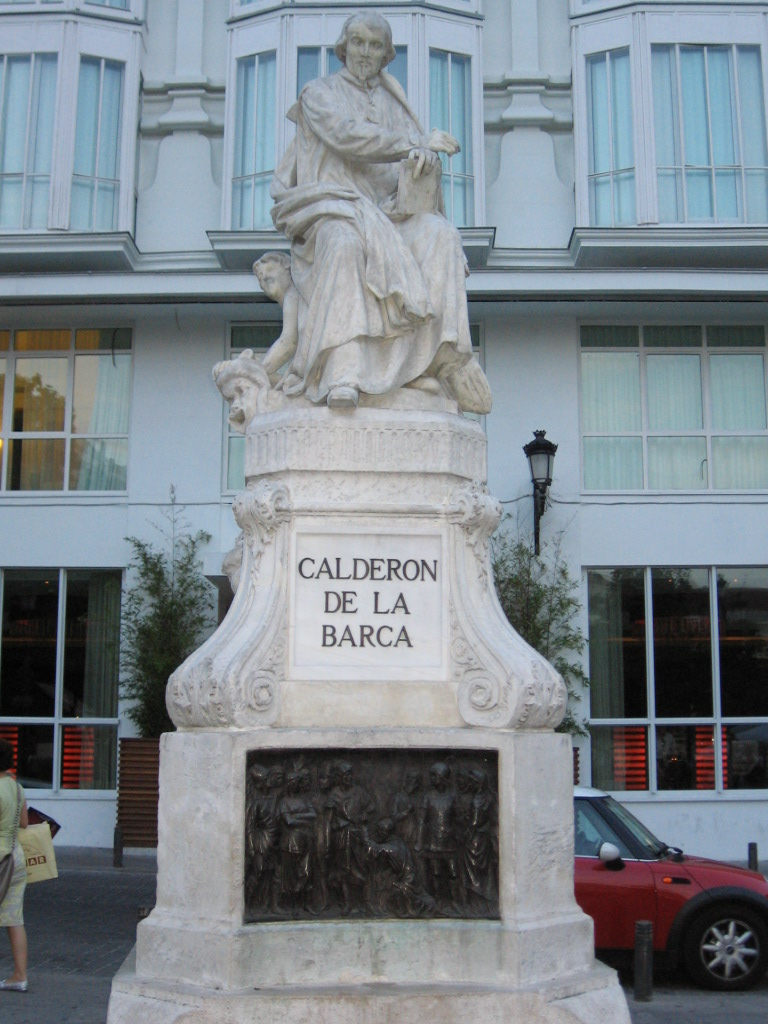
Памятник Кальдерону в Мадриде

В расцвете испанского театра с середины XVI до середины XVII в. можно выделить два основных периода. На первый период приходится творчество Лопе де Веги, а на второй — его преемник и одновременно соперник Педро Кальдерон де ла Барка (1600—1662). Воин и священник, этот гениальный поэт не создал подобно де Веге новой формы в драматургии и даже не внёс значительных изменений в форму, созданную де Вегой. Однако он продемонстрировал высокий уровень мастерства в построении фабулы и в сценических эффектах. Отличительной чертой таланта Кальдерона является возвышенность и напряженность его произведений. Поэтому Кальдерон менее доступен, менее естественен и менее изящен, чем Лопе де Вега. Кальдерон написал более 200 пьес и пользовался подобно Лопе де Веге огромной популярностью на родине. За рубежами Испании Кальдерон был гораздо популярнее своего соперника де Веги. За границей одни театральные критики того времени ставили Кальдерона в один ряд с великим Шекспиром, другие больше ценили талант Лопе де Веги.
В манере Кальдерона писали свои произведения Агустин Морето и Франсиско де Рохас Соррилья. Они также стали признанными драматургами своего времени. Известная пьеса Агустина Морето (1618-69) «El valiente justiciero de Castilla» полна драматизма и художественного мастерства, не отличается однако исторической справедливостью. Агустина Морето в основном привлекала психологическая разработка характеров. Франсиско Рохас также прославился ещё при жизни Кальдерона. До сих в испанских театрах ставится его пьеса «Никто кроме короля». Корнель, Скаррон и другие подражали Рохасу и заимствовали у него сюжеты для своих пьес. Стиль Альваро Кубильо де Арагон, также принадлежавший школе Кальдерона, отличался особой лёгкостью, но не лишён серьёзных недостатков. Его лучшее произведение — «El rayo de Andalucia». «La presumida y la hermosa», написанная Фернандо де Сарате, до сих пор не сходит с театральных сцен Испании. Своё место в истории испанской литературы занимают написавший огромное количество пьес Хуан Баутиста Диаманте, автор остроумной комедии «El castigo de la miseria» Хуан де ла Ос-и-Мота и автор комедии «Riesgos y alivios de un manto» Хуан де Матос Фрагосо. На исходе золотого века испанского национального театра творили Антонио де Солис, драматург и известный историк завоевания Мексики, и Франсиско Бансес Кандамо, написавший многочисленные «Сарсуэлы» («Zarzuelas»). Самой удачной его пьесой считается «Esclavo en grillos de oro». Школа Лопе де Веги была весной испанской драмы, порой свежести и энергии, а школа Кальдерона — эпохой зрелости и постепенного упадка. Уже со второй половины XVII в. театр начинает терять ту смесь наивности, страсти и идеализма, которые отличали её в зените славы испанской драмы.

### Сервантес

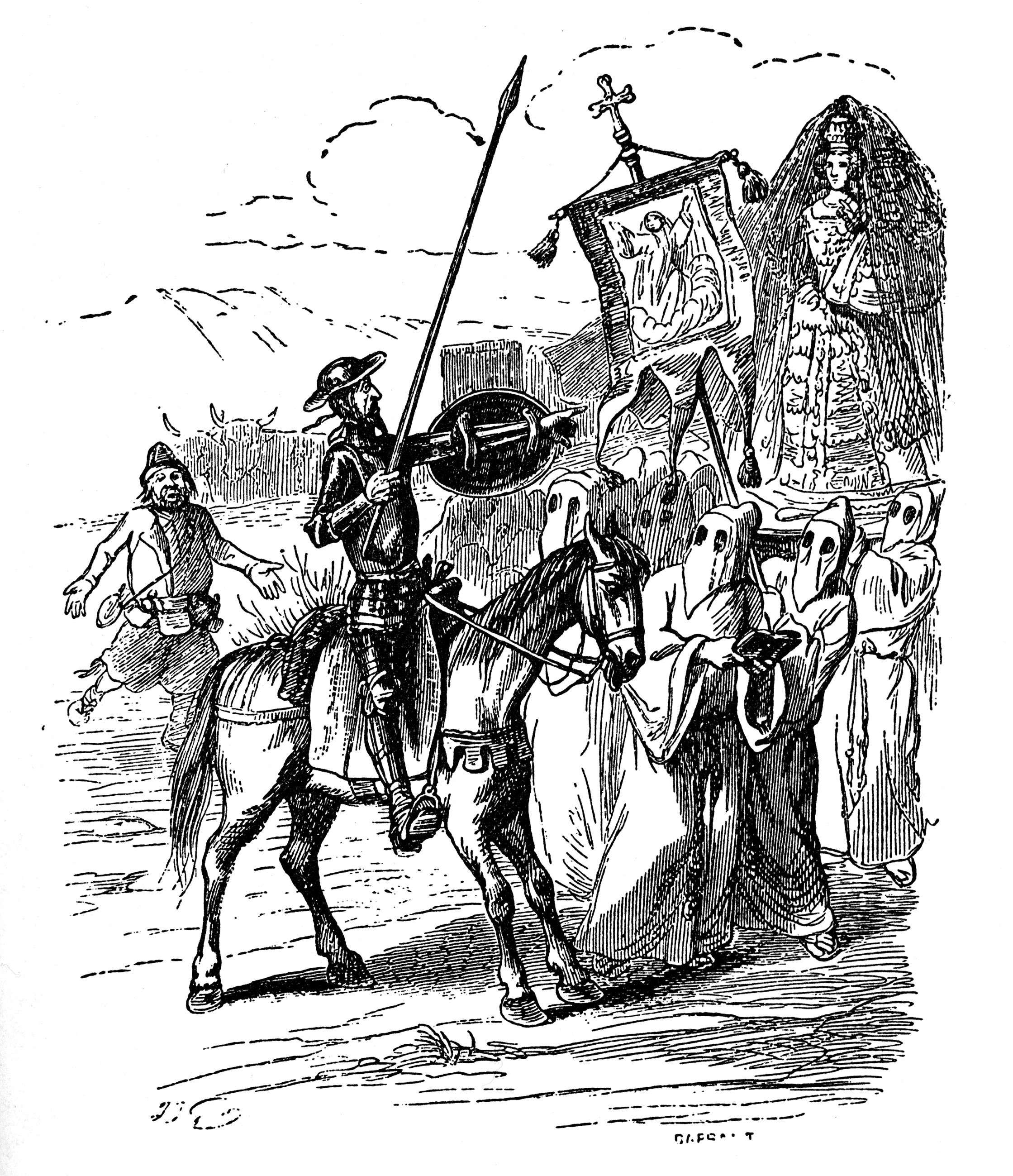
Иллюстрация к «Дон Кихоту» Жана Гранвиля, 1848 год

Сервантес оставил неудачную для него драму, и издал в 1605 году первую часть своего бессмертного «Дон Кихота». Написав его, Сервантес имел полное право сказать о себе: «перо своё я положил так высоко, что никто его оттуда не достанет». «Дон Кихот» — один из наиболее значительных литературных памятников новейшего времени. В 1613 году своим сборником «Novelas ejemplares» («Назидательные новеллы») Сервантес создал особый вид новеллы, полный правды, жизни, изящества и проникнутый национальным духом. Рассказы Сервантес славятся реалистичным изображением нравов той эпохи и неподражаемым богатством и чистотой языка и остаются и в наше время недосягаемыми образцами этого литературного жанра.
В XVII веке было написано несколько знаменитых повестей в плутовском жанре: «Плутовка Хустина» доминиканского монаха Андреса Переса де Леона, известного под псевдонимом Лопеса де Убеды, и «Vida del escudero Marcos de Obregón» («Жизнь Маркоса де Обрегона»), появившийся в 1618 году из под пера поэта Висенте Эспинеля (1550—1634) и имевший большой успех. Эспинель создал стихотворный размер, известный под названием «Décimas» (Децимы) и «Espinellas». Десять лет спустя появился роман сеговийского врача Херонима де Алькала «Alonso, mozo de muchos amos». А в 1627 г. вышла в свет знаменитая «Historia y vida del gran tacaño» или «Historia de la vida del Buscón, llamado don Pablos» («Жизнь великого скупердяя» или «История жизни пройдохи по имени Дон Паблос») — сатирика Кеведо. Наконец, в 1646 г. появилось последний плутовской роман «Эстебанильо Гонсалес».

### Испанское барокко
В конце XVI века в испанской лирике возникла школа, известная под названием «Estilo culto», или гонгоризм, по имени главного её представителя Луиса де Гонгора. Его ранние произведения — это романсы и песни в народном духе. Более поздняя его манера, которой он прославился, отличалась крайне напыщенным, запутанным и искусственным слогом, необычайными, непонятными оборотами и странными метафорами. Сложность формы, религиозная тематика, мысли о непостоянстве и хрупкости человека в постоянно меняющемся мире — все эти черты характерны для миропонимания эпохи барокко.
Подражатели и ученики Гонгоры, особенно Вильямедьяна, нередко превращали особенности стиля своего учителя в самоцель; они писали так темно и высокопарно, как будто целью их было создать особый язык, уразуметь который могли бы только избранные. «Культизм» охватил все поэтические отрасли литературы и даже прозу; успеху его много способствовала благосклонность двора и высших классов к новой школе. «Ученая» поэзия, «трудный» стиль распространились по всей Европе, вызвав школу Лилли в Англии, Марини в Италии и Гонгоры в Испании. С самого зарождения новой школы против неё боролись Сервантес, Лопе де Вега и в особенности Кеведо, самый выдающийся представитель И. сатиры XVII века Выделился как сатирик также Вильегас, учёный, царедворец, пытавший свои силы в разных отраслях литературы. Кеведо обязан своей славой главным образом сочинениям в прозе, как, напр., названному уже «Historia y vida del gran tacaño» («Жизнь великого скупердяя») и ещё более известным «Cartas del Caballero de la Tenaza», «La fortuna con seso y la hora de todos» и «Sueños». Это проницательный и остроумный наблюдатель, обладающий высокими художественными качествами. Его недостатки — наклонность к грубому фарсу и карикатуре.
Красноречие, политическое, судебное и церковное, было развито в Испании слабо: исключением из общего правила являются только проповеди Луиса де Леон и Луиса де Гранада. Начиная с XVII века «культизм» заражает и церковную проповедь в лице, например, Ортенсио Парависино. В сфере эпистолярной литературы лучшими образцами является после «Золотых писем» Велес де Гевара историческая переписка секретаря Филиппа II, Антонио Переса. Совершенно другим характером отличаются письма известной монахини св. Терезы Авильской «Cartas de Santa Teresa de Jesús» (1515-1582). Это — горячие и вместе с тем изящные проповеди и духовные наставления, облеченные в форму писем. Стоит ещё упомянуть о письмах Антонио де Солисa (1610-1686).
Первым историком Испании может быть по справедливости назван Хуан де Марианна (1526—1613). Его «Historia de España» отличается колоритностью языка и трезвостью исторического исследования. Из историков XVII века заслуживают внимания Пруденсио де Сандоваль (1551-1620), Авраам Коген Эррера (1570-1635), Педро Саласар де Мендоса (1549-1629), маркиз де Эспинар, Франсиско Мануэль де Мело (1608-1666). Последним достойным представителем староиспанской исторической школы был Антонио де Солис, автор «Historia de la conquista de México». Испанская дидактическая проза рассматриваемого периода не представляет ничего замечательного, за исключением «Refranes», то есть пословиц, изданных в виде нескольких пространных сборников; испанцы богаче ими, чем все остальные народы. Испанская философия тоже не особенно процветала в Испании в XVI и XVII веках; в ней преобладает мистицизм и нравоучительное направление. Арагонский иезуит Бальтасар Грасиан прославился своими трактатами: «El Héroe» (1637), «Agudeza y arte de ingenio» (1648) и «Критикон» (1650—1653), Хуан де Сабалета — своими «Problemas morales», «Errores celebrados de la Antigüedad», «Día de fiesta en Madrid» и т. д. Конец XVII века знаменуется постепенным упадком всех отраслей И. литературы, равно как и упадком политического могущества страны и её внутреннего благосостояния.

## XVIII век
Открывающийся таким образом период продолжается до начала XIX в. и знаменуется преобладанием французского классицизма. Филипп V учредил в 1714 г. Испанскую академию по образцу французской. Деятельность академии должна была ограничиться «изучением и охранением чистоты кастильского языка», что и было добросовестно исполнено ею. С 1726 по 1839 г. академия занялась изданием прекрасного словаря: «Diccionario de la Lengua Castellana por la Real Academia Española». В 1736 г. тот же словарь вышел для более обширного круга читателей, в более сокращенном виде. Словарь академии и теперь пользуется высоким авторитетом. Затем акд. издала трактат о правописании и установила исп. орфографию; занялась она и грамматикой, изданной ей в 1771 г. Значительное влияние на исп. литературу имела основанная в 1738 г. «Real Academia de la Historia». Литературное творчество глубоко пало, особенно в первой половине XVIII в. Повествовательная и лирическая поэзия, крайне бледная и бесцветная, не дала за весь этот период времени ничего такого, что бы стоило отметить. Можно назвать только двух писателей, сколько-нибудь достойных упоминания, — Антонио де Самора (1700—1736), автора «No hay plaza, que no se cumpla», и Хосе де Каньисарес. В прозе, именно в истории, выдается даровитый Висенте Бакальяр, маркиз  де Сан-Фелипе (1669-1726), автор замечательного труда «Comentarios de la Guerra de España hasta el año 1725». Монах Бенито Херонимо Фейхо (1676—1764), трудолюбивый учёный и проницательный критик, издал «Teatro crítico» и «Cartas Eruditas y Curiosas». Он познакомил своих соотечественников с философским движением Англии и Франции. Французский язык вошёл в употребление при дворе и в высшем свете. Появилась масса переводов с французского; литературный законодатель Франции, Никола Буало, стал авторитетом и в Испании.
Начиная со второй половины XVIII в. национальная литература несколько оживает. Падре Исла протестует против испорченного слога и изгоняет низменный и вульгарный тон из церковных проповедей. Поэт Гарсия де ла Уэрта, горячий, но непоследовательный противник французской школы, издавший в 1778 г. книгу «Poesías», пытается возродить вкус к народной поэзии. Более плодотворных результатов достигли издания произведений старинных писателей; между 1768-78 г. Лопес де Седана издал «Parnaso Español», в 1779 г. Санчес — поэтический сборник «Poesías anteriores al siglo XV», а Мартин Сармиенто написал подробную историю исп. поэзии «Memoria para la historia de la poesía y poetas españolas» (1775). С другой стороны, явились попытки все подвести под французские доктрины, имевшие многочисленных сторонников. Во главе этого направления стоял Николас Фернандес де Моратин (Моратин-отец, 1737—1780), поэт и переводчик, который составил нечто вроде литературного клуба, собиравшегося в «Fonda de San Sebastián». Тут в известные дни сходились литераторы и учёные — трагический поэт Игнасио Лопес де Аяйла, учёный археолог Франсиско Серда, ботаник Гомес де Ортега, профессор арабской литературы Пиззи, историк Нового Света Хуан Баутиста Муньос, Хуан Баутиста Конти — переводчик с итальянского языка, Пьетро Наполи Синьорелли — автор истории театра, поэт-сатирик Хосе Кадальсо, баснописец Томас де Ириарте, переводчик и ещё более популярный баснописец Саманьего и др.
Они все усвоили себе холодную манеру французской школы XVIII в. В противовес обоим крайним направлениям, Гарсии де ла Уэрты и Николасa Фернандесa де Моратина, вскоре появилось новое направление — так называемая саламанкская школа, стремившаяся соединить оригинальность и силу старинной кастильской поэзии с традициями классических литератур. Главой этой школы был поэт Мелендес Вальдес (1754—1817), оставивший прекрасные оды, «Canciones», много других стихотворений, философские послания и эпическую поэму «Conde de Luzbel». К саламанкской школе принадлежат ещё августинский монах, даровитый поэт Диего Тадео Гонсалес (1733-1794) и поэты Хуан Пабло Форнер (1756-1797), подражатель Кеведо — Иглесиас де ла Каса, известный в особенности прозаическим сочинением «Oración Apologética por la España», и Альварес Сьенфуэгос (1764—1809). Особенно выделяются во второй половине XVIII в. три писателя: Ховельянос (1744—1811), критик, полемист, политический деятель, учёный и поэт, автор комедии «El Delincuente Honrado»; Кинтана (1772—1857), скорее принадлежащий уже к XIX в., в первой половине которого он печатал лучшие свои произведения, и, наконец, переводчик Мольера Леандро Фернандес де Моратин (Моратин-сын,  1760—1828), по ремеслу ювелир, который старался преобразовать Испанский театр. Наиболее известны из его пьес «Comedia Nueva», «El viejo y la Niña», «El Barón», в особенности же «El sí de las niñas». Следует упомянуть ещё о талантливом авторе фарсов (sainetes) Рамоне де ла Крус.

## XIX век
Испанская литература XIX в. отразила многочисленные политические перевороты, которыми так богата новейшая история Испании. Нашествие французов разбудило национальное чувство; народ вдохновлялся пламенным призывом поэтов-патриотов — названного выше  М.Х. Кинтаны, поэта Хуана Никaсио Гальегo (1777—1853) и будущего государственного деятеля, молодого Мартинеса де ла Роса (1789—1862). При Фердинанде VII этим писателям пришлось жестоко расплачиваться за свои увлечения, кому в изгнании, кому в тюрьме; тяжко пострадали также Г.М. де Ховельянос, Н. Альварес де Сьенфуэгос, Х. Мелендес Вальдес, Н. Фернандес де Моратин и др.
Под влиянием политического движения 1830-х годов прежняя литературная картина Испании резко меняется:  псевдоклассицизм вытесняется романтизмом. Одним из выдающихся представителей блестящей эпохи борьбы классицизма и романтизма был Хосе Мариано де Ларра, известный и под псевдонимом Фигаро (1809—1837). Это был крупный сатирический талант и замечательно ясный, наблюдательный и точный ум. Он рисует пороки и язвы общества в коротких, но содержательных очерках и картинках. Ларра выступил на литературное поприще со своими «Cartas del pobrecito Hablador», сразу доставившими ему громкую известность. Любопытные очерки нравов писал также Серафим Эстебанес Кальдерон (1801—1867), автор «El Solitario» и «Escenas Andaluzas», и Рамон де Месонеро Романос (1803—1882), написавший «El curioso Parlante» и «Escenas Matritenses». Самый блестящий испанский поэт XIX века — дон Хосе де Эспронседа (1810—1842). Он был глубоко проникнут охватившим тогда лучшую часть И. общества стремлением стряхнуть с себя тяжелые узы абсолютизма и клерикализма. Эспронседа воспитывался в только что открывшейся в то время (1821 г.) коллегии «San Mateo», ставшей рассадником писателей и политических деятелей. Во главе коллегии стоял знаменитый аббат Альберто Листа (1775—1848), поэт, критик и учёный, игравший видную роль в деле возрождения Испании. Эспронседа умер, как и Ларра, очень молодым, вследствие чего написал немного, но стихотворения его, носящие на себе печать могучего таланта, по всеобщему убеждению испанцев, не потеряют своей ценности, пока будет жить испанский язык.
К романтическому движению примкнули также поэт и драматург, герцог де Ривас Анхель Сааведра (1791—1865), борец за независимость, сначала писавший в классическом вкусе трагедии и комедии, но прославившийся блестящей эпической поэмой «Moro expósito». Его пьеса «Don Álvaro o la fuerza del sino» («Дон А́льваро, или Сила судьбы») — прекрасный образчик романтической драмы, послуживший основой оперы «Сила судьбы» Верди. Мартинес де ла Роса, поэт, драматург, историк, романист и политический деятель, написал прекрасную трагедию «Эдип» и замечательную драму «La conjuración de Venecia».
Во главе новейших поэтов Испании стоял Хосе Соррилья, проявивший впервые свой талант в прочитанном на похоронах у Ларры стихотворении «На смерть Ларры». Соррилья потратил своё дарование на воскрешение прошлого и на подражание и перепев в новом тоне старого испанского романсеро. Но благодаря очарованию звучного, сжатого и изящного стиха, блестящим краскам и пылкой фантазии он имел громадный успех как в качестве поэта, так и в качестве драматурга. Наряду с ним стоял дон Рамон де Кампоамор (1817—1901), отличительную черту поэзии которого составляет философское направление. Он автор сборника стихотворений «Doloras», эпической поэмы «Colón» и пьесы «Drama universal». Назовем ещё Гаспара Нуньеса де Арсе (1831—1903), вдохновенного, энергичного лирика, Вентуру Руиса Агилера (1820—1881) — нечто вроде испанского Беранже, Хосе де Сельгаса (1824—1882), Менендеса-и-Пелайо, Мельчора де Палау.
Из числа драматургов укажем на дона Томаса Родригеса Руби (1817—1890), после Бретона де лос Эррерос самого популярного комического писателя Испании. Гертруда Гомес де Авельянеда, автор двух романов и многих лирических стихотворений, написала историческую пьесу «Alfonso Munio» («Альфонсо Мунио»), имевшую блестящий успех. Драматург Хиль-и-Сарате (1793—1861), сначала много переводивший с французского, перешёл в ряды романтиков и быстро достиг громкой известности. Бретон де лос Эррерос первый выводит романтизм на сцену в своей комедии «Marcela» (1831). Это плодовитый писатель, умно и правдиво изображающий современные ему нравы. Артсенбуч (1806—1880) сразу приобретает славу драмой «Los amantes de Teruel» (1836). А. Гарсиа Гутьеррес (1813—1884), один из лучших драматических писателей Испании XIX в., пишет романтическую пьесу «El Trovador», вдохновившую Д. Верди написать оперу с тем же названием. Вентура де ла Вега (1807—1865), начав в юности с близости к романтизму, становится в дальнейшем автором исторической драмы «Дон Фернандо де Антекэра», трагедии «Смерть Цезаря» и комедии нравов «Светский человек».
Во главе серьёзной драмы стоит Мануэль Тамайо-и-Баус, дебютировавший классической драмой «Virginia»; лучшим произведением своим, «Un drama nuevo», он ввёл в Испании новый жанр — реалистическую и психологическую драму по немецким образцам. Драматург Нарсисо Серра создал две новые драматические формы — «pasillos», очень коротенькие, большей частью лирические пьесы и драматические баллады. Несомненный талант проявили Аделардо Лопес де Аяла, Эгилас, Хосе Мария Диас, Санчес де Кастро и Эухенио Сельес с его психологическими драмами. Новейший драматург Хосе Эчегарай (1835—1916), теперешний любимец испанской публики, возродивший романтическую драму, одарен большой фантазией, но витает в отвлеченностях.
В последнее 30-летие область испанского романа значительно расширяется и преобразуется. Новые беллетристы имеют одну общую черту — уменье заинтересовать читателя и давать выхваченные из жизни характеры. Цецилия Боль де Фабер (1796—1877), известная под псевдонимом Фернан Кабальеро, статс-дама королевы Изабеллы, писала очень интересные повести и романы нравов, например «Clemencia», «Lácrymas», «Elia» и др.; в особенности «La Gaviota» (1842) — превосходная вещь, несмотря на свои ультраконсервативные тенденции. Выше Кабальеро по замыслу и идее, но гораздо ниже по художественности исполнения и отделки стоит Энрике Перес Эскрич, плодовитый писатель, одаренный богатой фантазией. Лучшие его романы: «Cura de la Aldea», «Calumnia», «Mujer adúltera», «Los Ángeles de la Tierra» и маленькие очерки «Los Desgraciados». Даровитый беллетрист Мануэль Фердинанд Гонсалес (1830—1888) тратил свой талант на подражания Дюма; в исторических его романах нет правды. Антонио де Труэба написал много хороших маленьких очерков и повестей из деревенской жизни: «Cuentos populares», «Cuentos Campesinos», «Cuentos color dе rosa» и др. Он писал также стихотворения. Густаво Адольфо Беккер (1836—1870) умер очень молодым и написал мало, но оставленное им, особенно его легенды, ценятся высоко. Блестящий талант проявил Педро Антонио де Аларкон (1834—1891), автор превосходной повести «El escándalo», «El sombrero de tres picos» («Треуголка») и т. д. Это неподражаемый рассказчик, особенно в коротких повестях. Укажем ещё на вождя идеалистов, романиста и критика Хуана Валера (1827—1905), автора прославившейся «Pepita Jiménez» («Пепи́та Химе́нес»).
Первое место среди современных испанских беллетристов принадлежит Бенито Пересу Гальдосу, автору «Gloria», «Tormento», «Lo prohibido» и т. д., отличающемуся свежестью, глубиной, юмором; он дает необыкновенно живые и реальные картины современной жизни в Испании. Армандо Паласио Вальдес, автор «Aguas fuertes», «Riverita», «El Maestrante» и др. — оригинальный беллетрист и настоящий художник слова; при всем изобилии фантазии в нём виден критически-сатирический ум. Хосе Мариа де Переда написал «Sotileza», прекрасные очерки из жизни сантандерских рыбаков, и другие романы. Славится теперь ещё женщина-писательница, Эмилия Пардо Басан.
В области новейшей испанской историографии видную роль играют дон Модесто Лафуэнте, автор «Historia de España», и профессор Хосе Амадор де лос Риос (1818—1878), увенчавший свою литературную деятельность монументальной историей испанской литературы, доведенной только до царствования Карла V. Историческими работами приобрели себе известность ещё: маркиз де Пидаль, маркиз де Мирафлорес, Эваристо Сан-Мигель, Феррер дель Рио, дон Антонио Пирала, Бофаруль, семья Алькантара, дон Эухенио Тапия, вообще все многочисленные писатели, участвующие в «Collección de documentos inéditos para la historia de España». Испанская философия насчитывает нескольких незаурядных мыслителей, таковы: Рамон Марти и Салмон, Х.Л. Бальмес и Пабло Пиферер, Хулиан Санс дель Рио, пропагандировавший в Испании философскую систему немецкого философа Краузе.
Имя Северо Каталина (1832—1871) известно как в философии, так и в филологии. Наибольшим значением в области разработки права пользуются теперь дон Иаким Франсиск Пачеко, дон Антонио Кановас дель Кастильо и т. д. Даровитыми экономистами считаются Фермин Кабальеро, автор «Fomento de la población rural», дон Паскуаль Мадос, Луис Мариа Пастор, Морес и Прендергаст, братья Бона, Габриэль Родригес, Сан Рама, Пи-и-Маргаль. Представители современной И. литературной критики — Валера, Каньесе, Очоа, Августин Дуран, дон Кандидо Носедаль, Леопольдо де Куэто. В современной Испании немало талантливых и блестящих ораторов: Салустиано Олосага, Гонсало Браво, Доносо Кортес (маркиз де Вальдегамас), Риверо, Руис Соррилья, Фигерас и в особенности знаменитый Эмилио Кастелар (1832—1899), который является одновременно поэтом, беллетристом и эстетиком. Опасным соперником Кастелара на поприще красноречия считается ловкий диалектик Кановас дель Кастильо (1828 − 1897).

## Литература Испании в XX веке

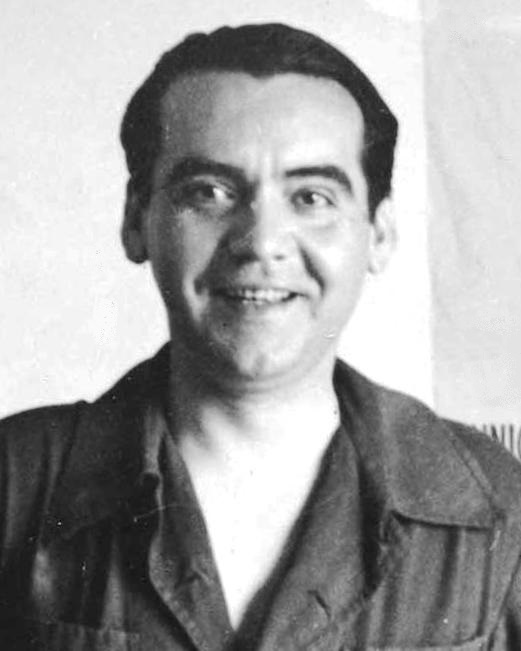
Федерико Гарсиа Лорка (1932)

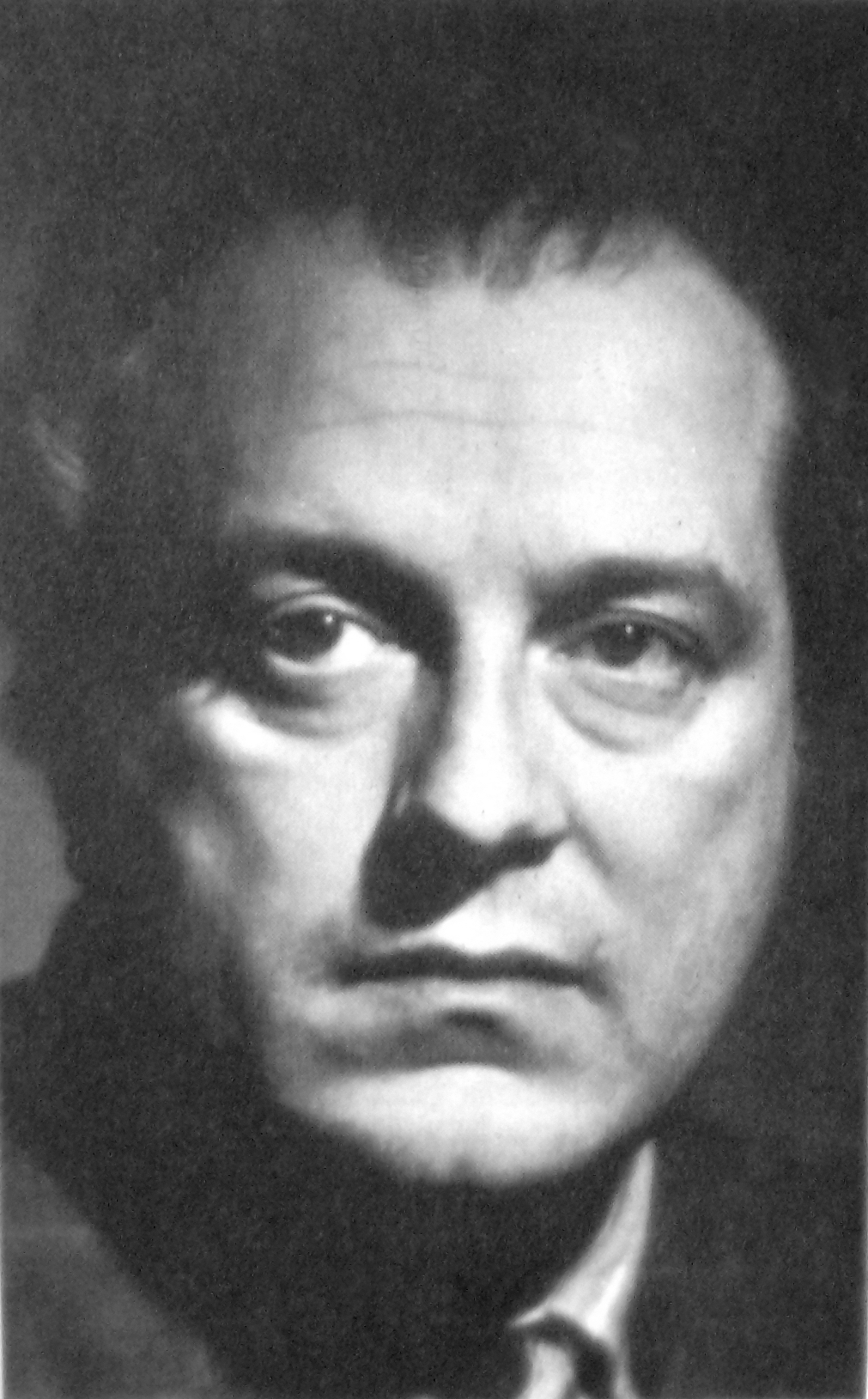
Рафаэль Альберти

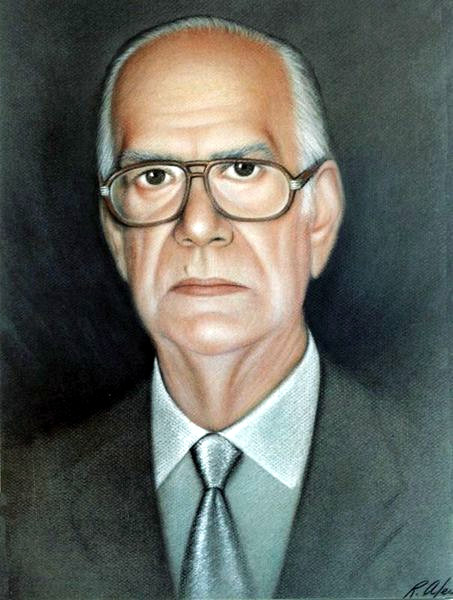
Камило Хосе Села